# Manino (obwód woroneski)
Manino (ros. Манино) – wieś (sieło) w Rosji, w obwodzie woroneskim, w rejonie kałaczejewskim. W 2010 liczyła 2409 mieszkańców.